# Campeonato Mundial de Handebol Masculino de 1974
O Campeonato Mundial de Handebol Masculino de 1974 foi a oitava edição do Campeonato Mundial de Handebol. Foi disputado na República Democrática Alemã.

## Times
| Grupo A            | Grupo B | Grupo C           | Grupo D    |
| ------------------ | ------- | ----------------- | ---------- |
| Tchecoslováquia    | Polónia | Alemanha Oriental | Argélia    |
| Dinamarca          | Roménia | Japão             | Bulgária   |
| Islândia           | Espanha | União Soviética   | Hungria    |
| Alemanha Ocidental | Suécia  | Estados Unidos    | Iugoslávia |

## Fase Preliminar

### Grupo A
| Time               | P | V | E | D | GP | GC | SG  | Pts. |
| ------------------ | - | - | - | - | -- | -- | --- | ---- |
| Tchecoslováquia    | 3 | 3 | 0 | 0 | 58 | 38 | +20 | 6    |
| Dinamarca          | 3 | 2 | 0 | 1 | 43 | 44 | -1  | 4    |
| Alemanha Ocidental | 3 | 1 | 0 | 2 | 44 | 45 | -1  | 2    |
| Islândia           | 3 | 0 | 0 | 3 | 48 | 66 | -18 | 0    |

### Grupo B
| Time    | P | V | E | D | GP | GC | SG  | Pts. |
| ------- | - | - | - | - | -- | -- | --- | ---- |
| Roménia | 3 | 2 | 0 | 1 | 57 | 45 | +12 | 4    |
| Polónia | 3 | 2 | 0 | 1 | 55 | 43 | +12 | 4    |
| Suécia  | 3 | 1 | 0 | 2 | 44 | 53 | -9  | 2    |
| Espanha | 3 | 1 | 0 | 2 | 41 | 56 | -15 | 2    |

### Grupo C
| Time              | P | V | E | D | GP | GC  | SG  | Pts. |
| ----------------- | - | - | - | - | -- | --- | --- | ---- |
| Alemanha Oriental | 3 | 2 | 1 | 0 | 81 | 45  | +36 | 5    |
| União Soviética   | 3 | 2 | 1 | 0 | 80 | 44  | +36 | 5    |
| Japão             | 3 | 1 | 0 | 2 | 63 | 74  | -11 | 2    |
| Estados Unidos    | 3 | 0 | 0 | 3 | 43 | 104 | -61 | 0    |

### Grupo D
| Time       | P | V | E | D | GP | GC | SG  | Pts. |
| ---------- | - | - | - | - | -- | -- | --- | ---- |
| Iugoslávia | 3 | 3 | 0 | 0 | 81 | 47 | +34 | 6    |
| Hungria    | 3 | 2 | 0 | 1 | 67 | 46 | +21 | 4    |
| Bulgária   | 3 | 1 | 0 | 2 | 55 | 60 | -5  | 2    |
| Argélia    | 3 | 0 | 0 | 3 | 38 | 88 | -50 | 0    |

## Segunda Fase

### Grup 1
| Time            | P | V | E | D | GP | GC | SG  | Pts. |
| --------------- | - | - | - | - | -- | -- | --- | ---- |
| Roménia         | 3 | 3 | 0 | 0 | 58 | 38 | +20 | 6    |
| Polónia         | 3 | 2 | 0 | 1 | 47 | 43 | +4  | 4    |
| Tchecoslováquia | 3 | 1 | 0 | 2 | 45 | 51 | -6  | 2    |
| Dinamarca       | 3 | 0 | 0 | 3 | 32 | 50 | -18 | 0    |

### Grupo 2
| Time              | P | V | E | D | GP | GC | SG  | Pts. |
| ----------------- | - | - | - | - | -- | -- | --- | ---- |
| Alemanha Oriental | 3 | 2 | 1 | 0 | 51 | 42 | +9  | 5    |
| Iugoslávia        | 3 | 2 | 0 | 1 | 56 | 52 | +4  | 4    |
| União Soviética   | 3 | 1 | 1 | 1 | 47 | 48 | -1  | 3    |
| Hungria           | 3 | 0 | 0 | 3 | 43 | 55 | -12 | 0    |

## 3º / 4º lugar
| Data       | Partida¹   | Partida¹ | Partida¹ | Placar |
| ---------- | ---------- | -------- | -------- | ------ |
| 10.03.1974 | Iugoslávia | -        | Polónia  | 18-16  |

- (¹) -  Em Berlim Oriental

## Final
| Data       | Partida¹ | Partida¹ | Partida¹          | Placar |
| ---------- | -------- | -------- | ----------------- | ------ |
| 10.03.1974 | Roménia  | -        | Alemanha Oriental | 14-12  |

- (¹) -  Em Berlim Oriental

## Classificação Final
|    | Roménia            |
|    | Alemanha Oriental  |
|    | Iugoslávia         |
| 4  | Polónia            |
| 5  | União Soviética    |
| 6  | Tchecoslováquia    |
| 7  | Hungria            |
| 8  | Dinamarca          |
| 9  | Alemanha Ocidental |
| 10 | Suécia             |
| 11 | Bulgária           |
| 12 | Japão              |
| 13 | Espanha            |
| 14 | Islândia           |
| 15 | Argélia            |
| 16 | Estados Unidos     |

| Campeonato Mundial de Handebol Masculino de 1974 |
| Campeão                                          |
| ------------------------------------------------ |
| Romênia 4º Título                                |